# Sciapus filitarsis
Sciapus filitarsis är en tvåvingeart som beskrevs av Octave Parent 1935. Sciapus filitarsis ingår i släktet Sciapus och familjen styltflugor. Inga underarter finns listade i Catalogue of Life.